# Exoplanet Data Explorer
O Exoplanet Data Explorer / Exoplanet Orbit Database é um banco de dados que lista exoplanetas com massas de até 24 massas de Júpiter.

## Visão geral
"Mantivemos o limite de massa superior generoso de 24 massas de Júpiter em nossa definição de 'planeta', pelas mesmas razões que no Catálogo: no momento, qualquer limite de massa é arbitrário e terá pouca função prática, tanto por causa da ambiguidade do sen i em massas medidas por velocidade radial quanto pela falta de motivação física.
A distinção de 13 massas de Júpiter feita pelo Grupo de Trabalho da IAU não é fisicamente fundamentada para planetas com núcleos rochosos, e é problematicamente observacional devido à ambiguidade de sen i. Uma distinção teórica e retórica útil é separar anãs marrons de planetas pelo seu mecanismo de formação, mas tal distinção tem pouca utilidade observacional."
O banco de dados foi atualizado para incluir novos exoplanetas e possíveis exoplanetas, usando dados de outros arquivos como Astrophysics Data System, arXiv e o NASA Exoplanet Archive. O banco de dados deixou de ser atualizado em meados de 2018 e não é mais mantido ativamente.